# Dodge Journey
Dodge Journey es un crossover tipo SUV producido por el fabricante estadounidense Dodge de 2008 a 2020.

## Características
Presentado por primera vez en el 2007 Frankfurt Motor Show, y más tarde aparece en el 2008 Frankfurt Motor Show, la Journey, identificado internamente como el JC49, tiene una distancia entre ejes casi idéntica en 113,8 (2.891 mm) como la salida Chrysler Pacifica y comparte una modificación de la plataforma con el Dodge Avenger. Tiene asientos para 7 pasajeros con cinco puertas con las bisagras hacia adelante, y al igual que con los modelos anteriores de las minivans de Chrysler, la Journey está disponible con un motor de cuatro cilindros. El exterior de la Journey fue diseñado por el ingeniero de Chrysler, Ryan Nagode.[cita requerida]

## Rediseño

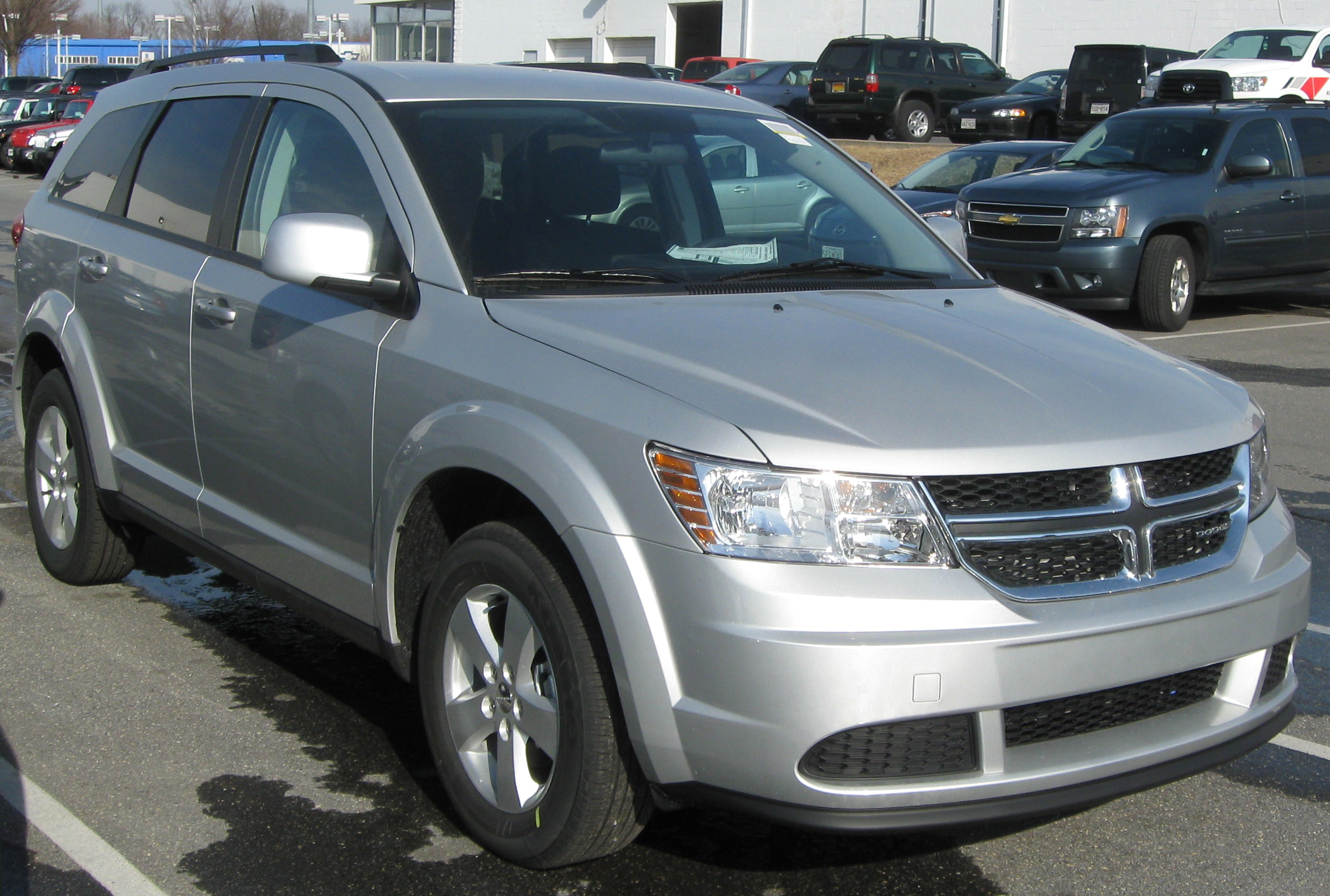
Modelo 2011

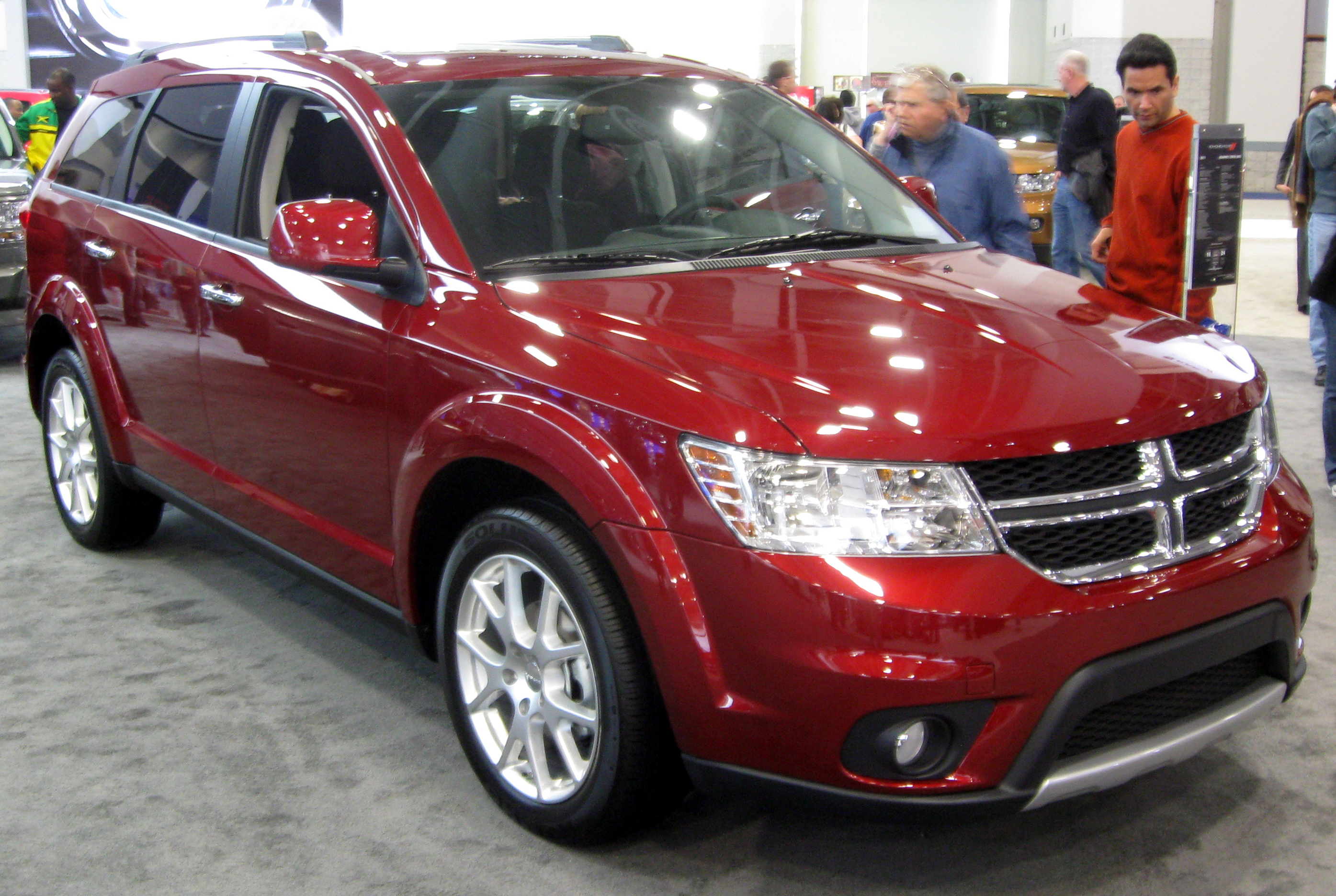
Crew de 2011

Las revisiones para el año 2011 se basan en las presentadas en su versión europea Fiat Freemont que incluyen modificaciones a la parrilla, fascia delantera más baja, interiores con formas menos angulares, empleo de plásticos oscuros, una franja de aluminio que recorre todo el salpicadero y una mayor calidad de acabado general y el uso del nuevo logotipo de Dodge, lanzado en 2010.
Del mismo modo, se han reemplazado los faros de lámparas de incandescencia por faros con lámparas de tipo led, presenta parrilla de panal con el nuevo logotipo de Dodge.
El interior sufre un cambio más drástico, ya que cambia por completo el diseño de las vestiduras de dos tonos de su antecesora por una vestidura uniforme, las puertas reemplazan plásticos, la consola central por una más robusta y su cambio más dramático es el tablero, que quitan las líneas rectas y plásticos de la antecesora por un material más suave y agradable al tacto, así como molduras metálicas que recorren todo lo largo del tablero de piloto a copiloto.
En el tablero, se muestran dos grandes indicadores de velocidad y tacómetro y, al centro de ellos, una pantalla a color donde se muestra la computadora de viaje que es manejada desde el volante, y diversos indicadores visuales a color.
El equipo de sonido se convierte totalmente sensible al tacto, tanto en la versión más sencilla, como en la que tiene pantalla de GPS.[cita requerida]

## Nueva generación (2021-presente)

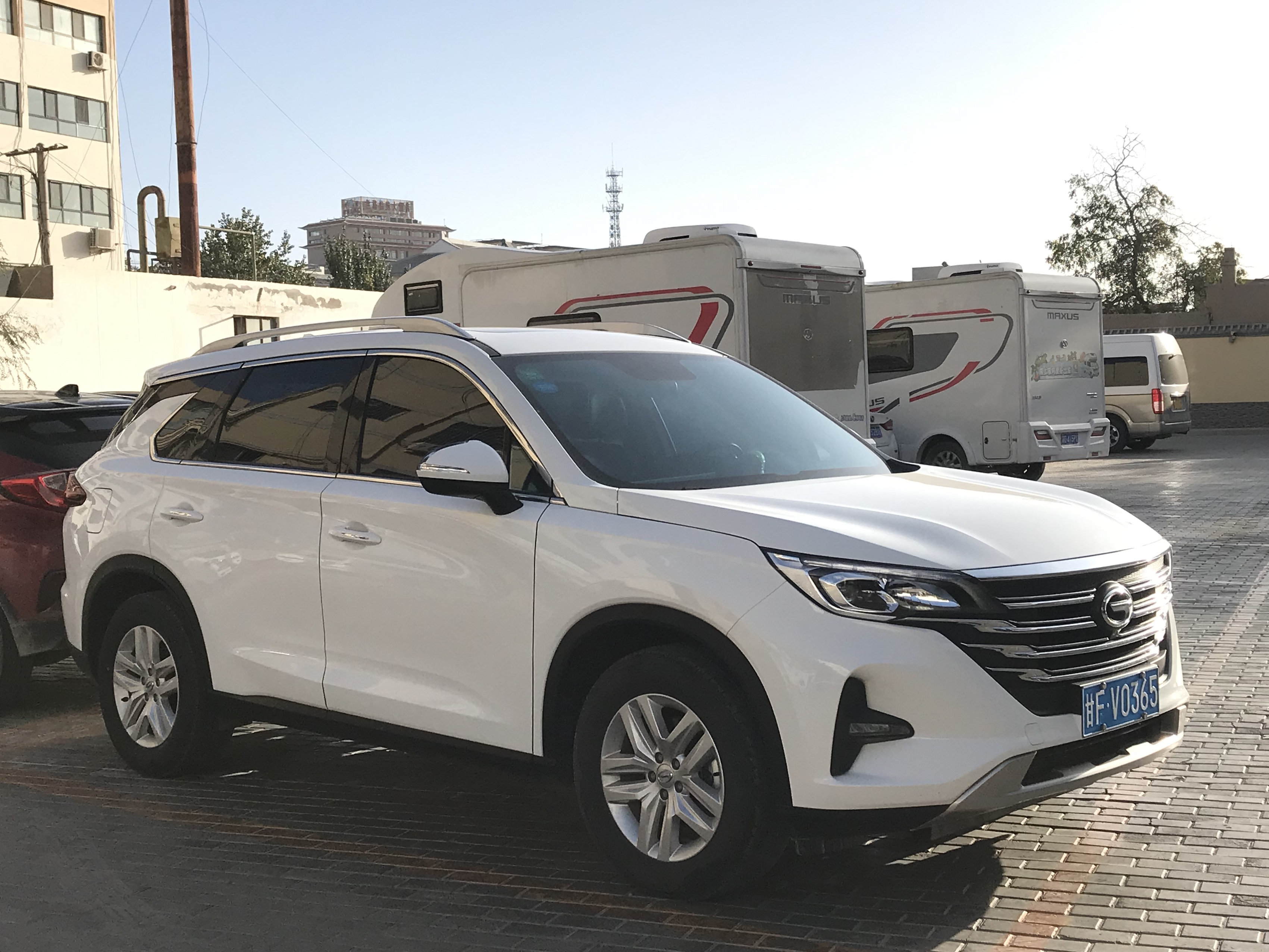
Trumpchi GS5 II, la cual fue basada en el Dodge Journey de 2022

La nueva Dodge Journey está basada en la GAC GS5 es vendida en México, tras la salida de la Dodge Journey del mercado norteamericano y sudamericano, bajo el nombre de Fiat Freemont; este rediseño, según Dodge, va a ser el nuevo camino, de la marca.[cita requerida]